# عندما يتصل غريب (فلم 2006)
عندما يتصل غريب (بالإنجليزية: When a Stranger Calls) هو فيلم رعب تم إنتاجه في الولايات المتحدة سنة 2006.

## طاقم التمثيل
- كايتي كاسيدي

## الميزانية والإيرادات
بلغت تكلفة إنتاج الفيلم حوالي 15 مليون دولار بينما حقق أرباحا تقدر بـ 66,966,987 دولار.

## وصلات خارجية
- عندما يتصل غريب على موقع IMDb (الإنجليزية)
- عندما يتصل غريب على موقع ميتاكريتيك (الإنجليزية)
- عندما يتصل غريب على موقع روتن توميتوز (الإنجليزية)
- عندما يتصل غريب على موقع نتفليكس (الإنجليزية)
- عندما يتصل غريب على موقع قاعدة بيانات الأفلام العربية
- عندما يتصل غريب على موقع ألو سيني (الفرنسية)
- عندما يتصل غريب على موقع Turner Classic Movies (الإنجليزية)
- عندما يتصل غريب على موقع أول موفي (الإنجليزية)
- عندما يتصل غريب على موقع بوكس أوفيس موجو (الإنجليزية)
- عندما يتصل غريب على موقع فيلمافينيتي (الإسبانية)